# Maksymilian Marszałkowicz
Maksymilian z Brzezia Marszałkowicz (ur. 1806, zm. 26 lipca 1878 w Kamienicy) – działacz gospodarczy i polityczny, kolekcjoner książek i dzieł sztuki, literat i publicysta.
Ukończył studia prawnicze na Uniwersytecie Wiedeńskim. W roku 1838 ożenił się z Kornelią Kirchner, córką kupca ze Starego Sącza – Józefa Kirchnera, w którego posiadaniu od roku 1830 znajdowała się wieś Kamienica. Przejmując wraz z posagiem żony tę wieś zarządzał nią i gospodarował aż do śmierci, kładąc ogromne zasługi dla rozwoju tych okolic.
W roku 1840 zbudował obok dworu papiernię o dwóch płutniach i trzech holendrach z aparatem walcowym i szlifierskim. W latach 1845–1851 zbudował w Szczawie dwie kuźnice zwane hamerniami, z których każda miała trzy piece do wytopu żelaza. Obok zbudował wytwórnię potażu oraz zainstalował na rzece koła wodne, które napędzały miechy i młoty kuźnic. Surowiec dla hut, tj. rudę darniową wożono furmankami z Węgier, a roczna produkcja uzyskiwanego tą drogą żelaza dochodziła do 150 ton. Na rzece zorganizowano pięć tartaków, a przy dworze funkcjonowała własna gorzelnia. Dochód roczny tych zakładów szacowany był w roku 1879 na sumę ok. 35 tys. złotych reńskich. Kiedy Marszałkowicz przyjmował majątek kamienicki, to wart był on ok. 50 tys. złotych reńskich, kiedy go sprzedawano, udało się uzyskać kwotę 250 tys. złotych reńskich, co jest dowodem talentów Marszałkowicza jako gospodarza i przemysłowca. Był inicjatorem budowy szkoły oraz bitych dróg łączących Kamienicę ze Szczawą oraz Słopnicami. W grudniu 1850 został powołany na wiceprezesa Izby Handlowej w Krakowie.
Inwestycje Marszałkowicza dawały miejsca pracy okolicznej ludności i przyczyniały się do jej wzbogacenia, toteż gdy w roku 1846 chłopi z sąsiedniej Ochotnicy napadli na dwór i chcieli przerżnąć jego właściciela piłą, to górale z dóbr kamienickich stanęli murem w jego obronie.
Kamienicki dwór Marszałkowicza stanowił aktywne centrum życia politycznego, włączył się również w przygotowania do planowanego na rok 1846 powstania, które miało mieć zasięg ogólnonarodowy. Komendantem na czas planowanego powstania miał być zarządca majątku Marszałkowicza – Antoni Skąpski, aresztowany później przez Austriaków i osadzony na 10 lat więzienia w twierdzy w Szpilbergu (w Brnie). Marszałkowicz gromadził wokół siebie aktywnych i uzdolnionych ludzi o nastawieniu patriotycznym, jak Ludwika Kubalę, Nikodema Gójskiego i innych. Przyjaźnił się i dał schronienie jednemu z przywódców powstania chochołowskiego – Janu Kantemu Andrusikiewiczowi, który pracował jako zarządca papierni Marszałkowicza w latach 1848–1850.
Po wybuchu powstania styczniowego do walki z Rosjanami jako ochotnicy z Galicji włączyli się dwaj synowie Antoniego Skąpskiego oraz syn Marszałkowicza Zygmunt.
Po nadaniu Galicji przez Austriaków autonomii sprawował funkcję przewodniczącego rady powiatu limanowskiego z troską i oddaniem pracując dla tego regionu.
Maksymilian Marszałkowicz stworzył w swoim dworze ważne centrum życia kulturalnego – otoczył dwór parkiem krajobrazowym w stylu angielskim z wieloma okazami szlachetnych drzew. Zgromadził także liczne dzieła sztuki – zwłaszcza malarstwie oraz pokaźny księgozbiór złożony z rękopisów, starodruków i cennych pozycji naukowych liczący ok. 10 tys. woluminów. Z księgozbioru tego korzystali w swoich badaniach m.in.: Ferdynand Kudelka, Lucjan Siemieński, Feliks Jan Szczęsny Morawski. Całość zbiorów, zgodnie z ostatnią wolą Marszałkowicza, została przekazana – po jego śmierci – Polskiej Akademii Umiejętności w Krakowie z zastrzeżeniem zachowania księgozbioru jako odrębnej całości. Po śmierci w roku 1878 Marszałkowicz pochowany został na cmentarzu w Kamienicy, skąd jego zwłoki sprowadzono później na cmentarz Rakowicki w Krakowie.